# خودر
شهرستان خودِر (به زبان مغولی: Хүдэр сум، [Xüder sum]؛ ᠬᠦᠳᠡᠷᠢ ᠰᠤᠮᠤ، [küderi sumu]) یک شهرستان (سُوم) در مغولستان است که در استان سلنگه واقع شده‌است. خودِر ۲٬۸۳۸٫۶۵ کیلومتر مربع مساحت دارد.

## تقسیمات اداری
شهرستان خودِر متشکل از ۲ قصبه (باغ) می‌باشد، شامل:
- بایان‌چاغان (مغولی: Баянцагаан баг، [Bajancagaan bag]؛ ᠪᠠᠶ᠋ᠠᠨ ᠴᠠᠭᠠᠨ ᠪᠠᠭ، [bayan čayan baɣ])
- تاراباغاتای (مغولی: Тарвагатай баг، [Tarvagataj bag]؛ ᠲᠠᠷᠪᠠᠭᠠᠲᠠᠢ ᠪᠠᠭ، [tarbaɣatai baɣ])